# Kyau & Albert
Kyau & Albert es el nombre artístico del dúo de DJs y productores alemanes de música trance llamados Ralph Kyau y Steven Moebius Albert. Eran previamente conocidos como Kyau vs. Albert pero cambiaron su nombre a Kyau & Albert en el 2006.
Ralph Kyau tuvo sus primeras experiencias con la producción de música electrónica en 1990 y se hizo de reputación como DJ así como por sus presentaciones en vivo en varios raves en Alemania, antes de lanzar su primera grabación, "Modulation Experiments", al final de 1993. 
Junto con DJ Shandy, fundó el sello discográfico Harmony Recordings 1993 y firmaron a Mirco de Govia como su primer acto. Al mismo tiempo, Steven Moebius Albert comenzaba a producir sus propias pistas y en el verano de 1994, Ralph y Steven se conocieron por primera vez. 
Produjeron sus primeras canciones juntos para una presentación en vivo y al darse cuenta de que concepciones comunes acerca de la música, decidieron producir en conjunto. El resultado de esto fue su primer sencillo, "Let me in", lanzado en 1996. Desde ese punto, fueron conocidos como Kyau vs Albert. Los estudios de ambos productores fueron unidos y fundaron la discográfica "Euphonic" en 1997, firmando a Sonorous (Rough Mullar) así como a Ronski Speed. Con el apoyo de productores exitosos, Kyau & Albert comenzaron a crecer en popularidad.
En el 2000, Kyau vs Albert fueron reconocidos por la WEA (parte de Warner Music) y fueron firmados en un contrato a largo plazo, con el apoyo de DJs tales como Paul van Dyk, KayCee, DJ Tiësto y muchos otros.
El dúo apareció en la encuesta anual de los 100 mejores DJ de DJ Magazine durante cuatro años consecutivos (2006-2010).

## Discografía

### Álbumes
En estudio
- 2004 Here We Are Now
- 2006 Worldvibe
- 2013 Nights Awake
- 2015 Distant Lights
- 2017 Matching Stories
- 2018 Neverlost
- 2024 All in Good Time

### Sencillos y EP
- 1993 Kyau - Modulation Experiments [Xplode Records]
- 1994 Kyau - Overflyer [Harmony Records]
- 1994 Kyau - House Will.. [Harmony Records]
- 1996 Kyau vs Albert - Let Me In [Harmony Records]
- 1997 Kyau vs Albert - Rocket [Happy Vibes Records]
- 1998 Kyau vs Albert - Lovemassacre [Euphonic]
- 1999 Moebius AG - Do What I Want [Rouge Pulp]
- 1999 Kyau vs Albert - Great [Euphonic]
- 2000 Kyau vs Albert - LFO [Euphonic]
- 2000 Kyau vs Albert - Euphonic [Euphonic]
- 2001 Kyau vs Albert - Outside [WEA]
- 2001 Moebius AG - Come on Girl [ZYX Germany]
- 2002 Kyau vs Albert - Save Me [WEA]
- 2003 Kyau vs Albert - Velvet Morning [Euphonic]
- 2004 Kyau vs Albert - Made Of Sun [Euphonic]
- 2004 Kyau Vs Albert Feat Julie - Not with You [Euphonic]
- 2006 Kyau Vs. Albert - Kiksu [Euphonic]
- 2006 Kyau Vs Albert - Walk Down [Euphonic]
- 2006 Kyau & Albert - Are You Fine [Anjunabeats]
- 2007 Kyau & Albert - Always a Fool [Euphonic]
- 2007 Kyau & Albert - Megashira [Euphonic]
- 2007 Kyau & Albert - 7 Skies [Euphonic]
- 2008 Kyau & Albert with Marc Marberg - Orange Bill / Neo Love [EUPHORiC]
- 2008 Kyau & Albert - Hide & Seek [Euphonic]
- 2009 Kyau & Albert - Be There 4 U/Hooked On Infinity [Euphonic]
- 2009 Kyau & Albert with Marc Marberg - Grrreat [Euphonic]
- 2009 Kyau & Albert - I Love You [Euphonic]
- 2010 Kyau & Albert - Once in A Life (Release TBA!)
- 2010 Kyau & Albert - Painkillers [Euphonic]
- 2010 Kyau & Albert vs. Above & Beyond - Anphonic [Anjunabeats]
- 2011 Kyau & Albert - Barbizon [Euphonic]
- 2011 Kyau & Albert - On The Way [Euphonic]
- 2011 Kyau & Albert - A Night Like This [Euphonic]
- 2011 Kyau & Albert - 15 Years: Part One [Euphonic]
- 2011 Kyau & Albert - 15 Years: Part Two [Euphonic]
- 2012 Kyua & albert - This Love
- 2012 Kyau & Albert with Marc Marberg - Robotron
- 2012 Paul Van Dyk feat. Kyau & Albert - Open Your Eyes
- 2012 Kyau & Albert - The Box
- 2012 Kyau & Albert - Another Time
- 2012 Kyau & Albert with Ronski Speed - Euphonia
- 2012 Kyau & Albert - Gluhwurmchen
- 2013 Kyau & Albert - All Your Colours
- 2013 Kyau & Albert - What Will Go
- 2013 Kyau & Albert - Do You Still Know
- 2013 Kyau & Albert with Stoneface & Terminal - We Own The Night
- 2013 Kyau & Albert with Adaja Black - Could You Fall
- 2013 Kyau & Albert - The One
- 2013 Kyau & Albert - At Any Time
- 2013 Kyau & Albert - Nightingale
- 2014 Kyau & Albert - Are You One Of Us?
- 2014 Kyau & Albert - Down
- 2015 Kyau & Albert - The Same
- 2015 Kyau & Albert - So Easy
- 2015 Kyau & Albert with Maria Nayler - Calming Rain
- 2015 Kyau & Albert with Neev Kennedy - Let The Thunder In
- 2015 Kyau & Albert with Stoneface & Terminal - One
- 2015 Kyau & Albert - Follow The Waves
- 2015 Kyau & Albert - Color Field
- 2015 Kyau & Albert - Lover In The Dark
- 2016 Kyau & Albert - About The Sun
- 2016 Kyau & Albert - Bend Girl
- 2016 Kyau & Albert ft. In Gray - Sleeping Lions
- 2016 Kyau & Albert - Memory Lane
- 2017 Kyau & Albert - Millions
- 2017 Kyau & Albert & Francesco Sambero ft. M. Wood - Gamla Stan
- 2017 Kyau & Albert feat. - Bring You Back
- 2017 Kyau & Albert - Mein Herz
- 2017 Kyau & Albert feat. Adaja Black - Love Letters from the Future
- 2017 Kyau & Albert with Hello Machines - Changes
- 2018 Kyau & Albert vs. Genix - Mantis
- 2018 Kyau & Albert - Tube Hearts
- 2018 Kyau & Albert + Ronski Speed - Zoom
- 2018 Kyau & Albert - The Night Sky
- 2018 Kyau & Albert with Steve Brian - Reverie
- 2019 Aly & Fila with Kyau & Albert - Come Home
- 2018 Kyau & Albert - Under Your Spell
- 2018 Kyau & Albert - Neverlost Part 1
  - Under Your Spell
  - The Night Sky
  - Don't Need a Lesson
- 2018 Kyau & Albert - Neverlost Part 2
  - Make It Home Tonight
  - Airy
- 2019 Kyau & Albert feat. Jeza – Make It Home Tonight
- 2019 Kyau & Albert - Restless
- 2019 Kyau & Albert - Neon Sonnenschein
- 2019 Kyau & Albert + Hello Machines - Bulletproof
- 2019 Kyau & Albert - You Are All
- 2019 Kyau & Albert - So True
- 2020 Kyau & Albert - What It Takes
- 2020 Kyau & Albert + Steve Brian - Candy
- 2020 Kyau & Albert feat. Maria Nayler - Calming Rain
- 2020 Kyau & Albert - Shimmer
- 2020 Kyau & Albert - Beehive / Paper Towns
- 2021 Kyau & Albert - Runaway Girl
- 2021 Kyau & Albert - Outside 21
- 2021 Kyau & Albert - Spüren
- 2022 Kyau & Albert - Where Did All the Years Go?
- 2022 Kyau & Albert - Hearts Will Burn
- 2022 Kyau & Albert × Steve Brian - Novel
- 2022 Kyau & Albert - Pigments
- 2022 Kyau & Albert - Chimera
- 2023 Kyau & Albert - Always
- 2023 Kyau & Albert, Steve Brian - Dreaming Awake
- 2023 Kyau & Albert - Otherworld
- 2023 Kyau & Albert - Hypno
- 2024 Kyau & Albert × Thomas Lizzara - Rebalance
- 2024 Kyau & Albert - No Rush
- 2024 Kyau & Albert - Paladir
- 2024 Kyau & Albert - Cascading Waterfalls
- 2024 Kyau & Albert - Photographs
- 2024 Kyau & Albert × John Grand - Under My Skin

### Remixes
- 1994 Mirco de Govia - Sumatra Rain (Kyau Mix) [Harmony]
- 1997 DJ Happy Vibes - Wake Up (Kyau vs Albert Mix) [Happy Vibes]
- 1997 Underground Children (Kyau vs Albert Mix) [Euphonic]
- 1998 Spacewalker - Baywatch (Kyau vs Albert Mix) [Euphonic]
- 1998 Elastique V - Cara Mia ((Kyau vs Albert Fat Cat Mix) [Hanstone]
- 2000 Sonorous - Glass Garden (Kyau vs Albert Mix) [Euphonic]
- 2000 Taiko - Echo Drop (Moebius AG Mix 1 / Mix 2) [Eastwest]
- 2001 Delicate - Close Your Eyes (Kyau vs Albert Positive Mix) [WEA]
- 2001 Elektrostar - Tides of Memories (Kyau vs Albert Hard Dub) [WEA]
- 2001 Flesh & Bones - Rigor Mortis (Kyau vs Albert Mix) [Polydor Zeitgeist]
- 2001 KayCee - I feel You (Kyau vs Albert Mix) [Polydor Zeitgeist]
- 2001 Kosheen - Catch (Kyau vs Albert Mix) [BMG Moksha]
- 2001 Mirco de Govia - Epic Monolith (Kyau vs Albert Mix) [Euphonic]
- 2002 Apoptygma Berzerk - Suffer in Silence (Kyau vs Albert Mix) [WEA]
- 2002 David Forbes - Questions (Must be Asked) (Kyau vs Albert Mix) [Vandit]
- 2002 Mirco de Govia - Thing's That Matter (Kyau vs Albert Mix) [Euphonic]
- 2002 Solid Sessions - Janeiro (Kyau vs Albert Mix) [Eastwest]
- 2006 OceanLab - Sirens of the sea (Kyau & Albert vocal mix)
- 2006 Schiller mit Jette von Roth - Der Tag...Du Bist erwacht (Kyau vs. Albert remix) [Island (Universal)]
- 2006 Gabriel & Dresden - Tracking Treasure Down
- 2007 Ronski Speed - Love All The Pain Away
- 2007 Cinema Bizarre - Lovesongs
- 2007 Sebastian Sand - Strange Bends
- 2008 Cressida - 6a.m.
- 2008 Paul van Dyk feat. Ashley Tomberlin - Complicated
- 2008 Lange feat. Sarah Howells - Out of the Sky
- 2009 Cosmic Gate - Flatline
- 2009 Stoneface and Terminal - Santiago
- 2010 Modulation – Spirits
- 2010 Faithless – Feeling Good
- 2010 Bent - As You Fall
- 2010 Super8 & Tab - Empire
- 2011 Above & Beyond ft. Zoë Johnston - You Got To Go
- 2011 Ferry Corsten - Check It Out
- 2012 Ronski Speed ft. Stine Grove - Run To The Sunlight (Kyau & Albert Remix)
- 2012 Paul Van Dyk feat. Kyau & Albert - Open Your Eyes (Kyau & Albert Remix)
- 2012 Jaytech feat. Steve Smith - Stranger (Kyau & Albert Remix)
- 2014 Young Parisians ft Ben Lost - Jump The Next Train (Kyau & Albert 2014 Remake)
- 2014 John Legend - All Of Me (Kyau & Albert Edit)
- 2015 Aquilo - I Gave It All (Kyau & Albert Remix)
- 2015 Markus Schulz feat. Delacey - Destiny (Kyau & Albert Remix)
- 2015 Mumford & Sons - Believe (Kyau & Albert Remix)
- 2015 Paul Kalkbrenner - Feed Your Head (Kyau & Albert Remix)
- 2015 Above & Beyond feat. Zoë Johnston - Treasure (Kyau & Albert Remix)
- 2016 Frida Sundemo - The Sun (Kyau & Albert Rework)
- 2016 Kyau & Albert - Falling Anywhere (Kyau & Albert 20 Years Remake)
- 2016 Cressida - Summit (Kyau & Albert Remix)
- 2016 Kyau & Albert - Are You Fine? (Kyau & Albert 20 Years Remake)
- 2017 Maywave - Matthew (Kyau & Albert Remix)
- 2017 Paul Oakenfold - Dreamstate Theme (Kyau & Albert Remix)
- 2018 Tritonal feat. Lourdiz - Love U Right (Kyau & Albert Remix)
- 2019 Kast - Pager (Kyau & Albert Mix)
- 2019 Marc Marberg - Guarana (Kyau & Albert Rework)
- 2020 Mark Pledger - I'm Stronger (Kyau & Albert Remix)